# Unterzeitlbach
Unterzeitlbach ist ein Kirchdorf und Ortsteil des Marktes Altomünster im oberbayerischen Landkreis Dachau.

Es gehört zur Gemarkung Oberzeitlbach.

## Geographie
Unterzeitlbach liegt an der Staatsstraße 2047 zwischen Dachau und Aichach. Der Ort hat etwa 440 Einwohner (Stand: 2005). Das Nachbardorf Oberzeitlbach liegt zwei Kilometer entfernt.

## Geschichte
Unterzeitlbach wurde im Jahr 772 gemeinsam mit Oberzeitlbach erstmals in einer Urkunde des Bischofs von Freising erwähnt. Damit sind die beiden Orte die am frühesten urkundlich nachgewiesenen Siedlungen der Gemeinde Altomünster. In der Urkunde wird noch nicht zwischen Unter- und Oberzeitlbach unterschieden – beide Orte werden als "Zidalpah" bezeichnet.
Den ersten sicheren Beleg für den Namen Unterzeitlbach gibt es in einem Güterverzeichnis des Klosters Altomünster aus dem Jahr 1260. Darin wird Unterzeitlbach mit der lateinischen Bezeichnung „inferior Zidelpach“ (untere Siedlung am Zeitlbach) gesondert erwähnt.
Unterzeitlbach gehörte seit jeher zur selbständigen Gemeinde Oberzeitlbach im oberbayerischen Landkreis Aichach. Am 1. Juli 1972 kamen im Zuge der Gebietsreform in Bayern Oberzeitlbach und seine Ortsteile zum ebenfalls oberbayerischen Landkreis Dachau. Am 1. Januar 1976 wurde die Gemeinde Oberzeitlbach in den Markt Altomünster eingegliedert.

## Zeitlbach
Unterzeitlbach ist nach dem Zeitlbach benannt, der am Ort vorbeifließt. Der Bach diente einst Imkern (alter Begriff: Zeidler) als Tränke für wilde Bienen. In einer Urkunde des Bischofs von Freising aus dem Jahr 772 wird Unterzeitlbach als "Zidalpah" bezeichnet, was "Bach der Imker" bedeutet.

## Kapelle St. Sebastian
Am Ortseingang von Unterzeitlbach steht eine kleine Kapelle, die dem heiligen Sebastian geweiht ist. Sebastian war ein römischer Soldat und ein christlicher Märtyrer. Er bekannte sich öffentlich zum Christentum und wurde deshalb im Jahr 288 in Rom grausam getötet.
Die Kapelle ist in den Jahren 1848 und 1849 erstmals errichtet worden. Der heutige Bau stammt wahrscheinlich aus dem Jahr 1890. Im Zentrum des Altars befindet sich eine Skulptur des heiligen Sebastian, daneben stehen Figuren von Johannes dem Täufer und dem heiligen Florian. Links und rechts vom Altar erinnern zwei Steintafeln an frühere Einwohner Unterzeitlbachs, die in den beiden Weltkriegen gefallen sind.
Vor der Kapelle steht seit dem Jahr 2000 ein Brunnen mit einer Statue des heiligen Antonius von Padua, der das Jesuskind auf dem Arm hält. Der Prediger Antonius (1195–1231) soll zahlreiche Wunder vollbracht haben. So richtete er in der italienischen Stadt Rimini am Ufer des Meeres eine Predigt an die Fische. Sie sollen ihm andächtig zugehört haben.

## Persönlichkeiten
Bartholomäus Schmid (1803–1878) vom Unterzeitlbacher Bauernhof "Hansbauer". Er war Pfarrer in Westerholzhausen (1838–1875) und stiftete den gusseisernen Marktbrunnen in Altomünster, der bis heute im Zentrum des Ortes steht. Seine heutige Form erhielt der Brunnen im Jahr 1878, dem letzten Lebensjahr von Schmid.

## Brauchtum
Im Mittelpunkt des Ortes steht ein Maibaum, der alle drei Jahre neu aufgestellt wird. Die Dorfjugend veranstaltet jedes Jahr am Karsamstag ein Jaudusfeuer. Am Vatertag wird auf dem Unterzeitlbacher Bolzplatz traditionell das Fußballspiel Väter gegen Nicht-Väter ausgetragen. Über viele Jahre wurde im Juni zwischen Stumpfenbach und Unterzeitlbach ein Sonnwendfeuer veranstaltet.

## Vereine
- Schützenverein "Alpenrose" Unterzeitlbach (gegründet 1950)
- Anglerclub Unterzeitlbach (gegründet 1982)
- Sportverein Unterzeitlbach, kurz: USV (gegründet 1986)
- Hundefreunde Unterzeitlbach (gegründet 1994)

gemeinsam mit Oberzeitlbach:
- Freiwillige Feuerwehr (gegründet 1905)
- Krieger- und Soldatenkameradschaft (gegründet 1919)
- Gartenfreunde Zeitlbach (gegründet 1995)